# Forze di completamento volontarie
Le forze di completamento volontarie sono una componente delle forze armate italiane costituenti la riserva militare.
Sono composte dagli appartenenti alla categoria dei militari di truppa e dalla categoria dei graduati in congedo, e si distinguono dalla riserva selezionata, della quale possono far parte solo gli ufficiali.

## Normativa e reclutamento
Da un punto di vista normativo la legittimità giuridica per il richiamo in servizio del personale è prevista:
- per le categorie dei militari e dei graduati di truppa dal combinato disposto dal decreto del Ministro della Difesa del 18 aprile 2006 e dall’articolo 988 del codice dell'ordinamento militare.
- per la categoria ufficiali dal combinato disposto del decreto del Ministro della Difesa del 15 novembre 2004 e dell’articolo 987 del codice dell'ordinamento militare.

Per entrar a farne parte bisogna produrre apposita dichiarazione di disponibilità, che comporta l’inserimento in un apposito elenco dal quale vengono selezionati, in relazione alle esigenze funzionali e numeriche delle singole forze armate e compatibilmente con le risorse assegnate, le figure di interesse utili per ripianare le carenze che si possono venire a creare nell’organico.

## Requisiti
I militari in congedo per essere inseriti nel bacino delle forze di completamento non devono aver superato i limiti di età previsti dalle disposizioni di legge; non devono essere stati congedati da oltre 5 anni, salvo deroghe; devono essere in possesso dei requisiti specificati dai decreti ministeriali.

## Durata del richiamo
Per quanto riguarda il periodo di durata, salvo espressa deroga, il periodo di richiamo non potrà superare complessivamente i 180 giorni nell’anno. Non è prevista alcuna modalità di transito da tali forze al servizio permanente se non per concorso pubblico nazionale.